# Тарадай Микола Петрович
Мико́ла Петро́́вич Тарада́й, заслужений тренер України, викладач з вільної боротьби  Хмельницького обласного центру фізичного виховання учнівської молоді.

## Життєпис
В результаті досить сумнівних оборудок навколо спортової зали у двохтисячних роках потрапяє під скорочення.
2002 року представляв команду Чернігівської області — тренував Мельник І. О. — дворазову чемпіонку світу з вільної боротьби.
Вів секцію боротьби в школі № 24 Хмельницького, де починав спортовий шлях Павло Олійник — тренував його й на Чемпіонат Європи-2011 з вільної боротьби.
Керівник Хмельницького обласного спортивного клубу з вільної боротьби «Тарікс».
В липні 2013 нагороджений медаллю «За працю і звитягу».